# Эрнст Гессен-Филипсталь-Бархфельдский
Эрнст фон Гессен-Филипсталь-Бархфельдский (нем. Ernst von Hessen-Philippsthal-Barchfeld; 1789—1850) — генерал от кавалерии Русской императорской армии.

## Биография
Эрнст фон Гессен-Филипсталь-Бархфельдский родился 28 января 1789 года Бархфельде в земле Тюрингия (Германия) в семье ландграфа Адольфа (1742—1803) и Луизы, принцессы Саксен-Мейнингенской (1752—1805). 
29 мая 1808 года он был принят на русскую службу из подполковников гессен-филиппстальской службы тем же чином в 6-й егерский полк с назначением состоять при фельдмаршале князе А. А. Прозоровском. 
23 октября 1811 года Гессен-Филипсталь-Бархфельдский был уволен от службы по состоянию здоровья и вновь принят 23 июня 1812 года с производством в полковники и с назначением состоять по кавалерии. 
Принимал участие в Отечественной войне 1812 года и за освобождение Европы от Наполеона. 
Состоя при Платове, он был тяжело ранен 29 августа при Крымском (Татарке): у него пушечным ядром была оторвана нога. 
15 июля 1813 года за отличие против неприятеля Эрнст фон Гессен-Филипсталь-Бархфельдский был произведен в генерал-майоры, а 3 августа 1814 года награжден орденом Святого Георгия 4 степени. 
5 ноября 1814 года было повелено производить ему из Кабинета ежегодный пенсион в 600 червонных. 
17 января 1820 года Гессен-Филипсталь-Бархфельдский был назначен состоять по гвардейскому корпусу по лёгкой кавалерии. 
22 августа 1826 года он был произведен в генерал-лейтенанты. 
9 сентября 1836 года согласно собственному прошению он был освобождён от службы с чином генерала от кавалерии и с правом ношения мундира; кроме того в знак особого благоволения Государя Николая I был пожалован за отличную службу орденом Святого Александра Невского. 
Эрнст фон Гессен-Филипсталь-Бархфельдский умер 20 апреля 1850 года в Херлесхаузене.